# Oncidium praetextum
Oncidium praetextum là một loài phong lan đặc hữu của miền nam và đông nam Brasil.

## Hình ảnh

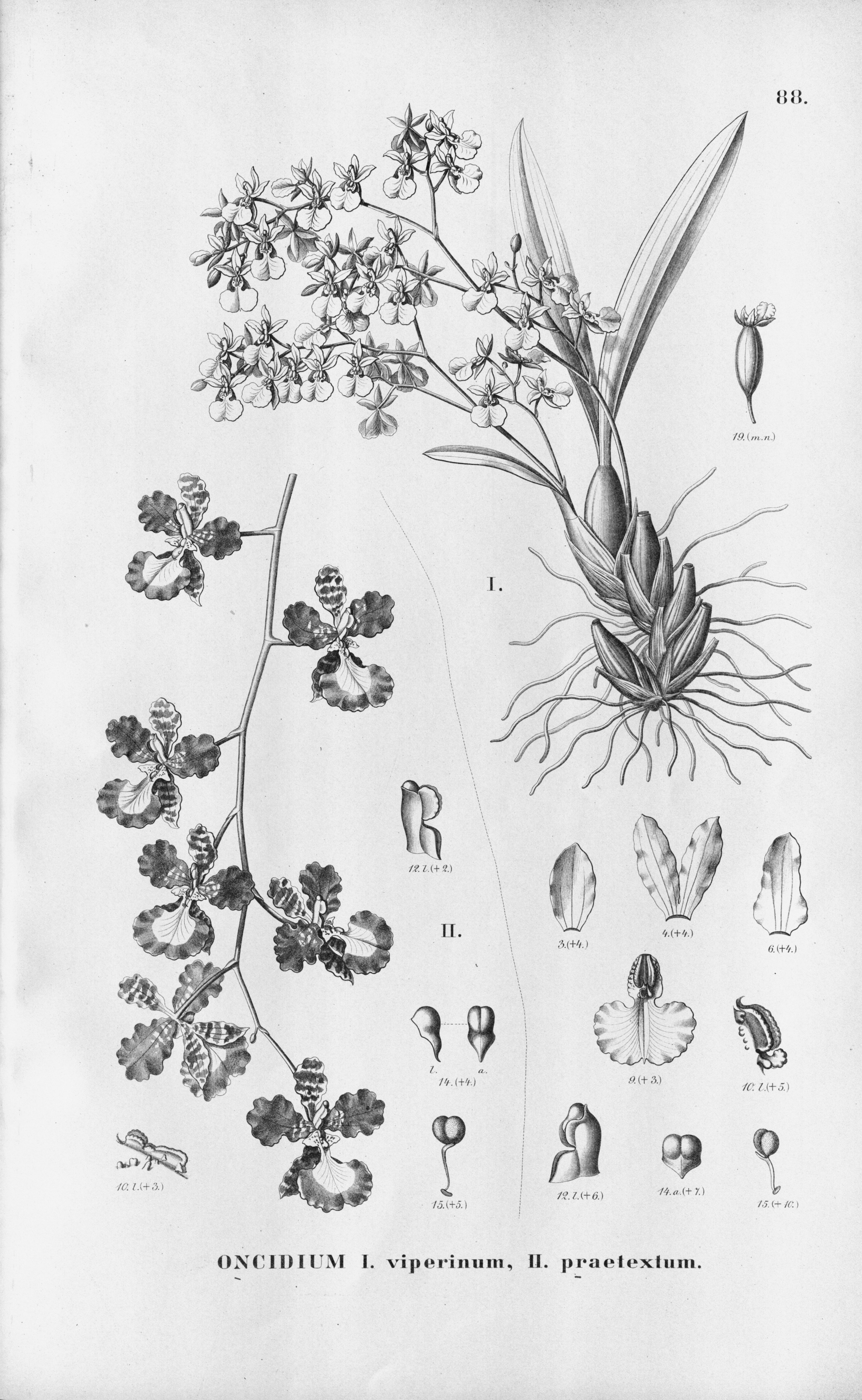